# Comune di terza classe
Il comune di terza classe o anche marinaio di 3ª classe, è stato in alcuni periodi il grado più basso dei militari di truppa della Regia Marina Italiana e in altri periodi il secondo grado dal basso della gerarchia militare inferiore al marinaio di 2ª classe o al comune di seconda classe e superiore al mozzo presente solo nella categoria marinai. Il grado non aveva omologhi nel Regio Esercito. Nella Real Marina del Regno di Sardegna il grado era superiore al marinaio 4ª classe.
Il grado continua ad essere presente in alcune marine come in quella americana, con la denominazione di seaman recruit (marinaio recluta), canadese e olandese, mentre in altre marine la terza classe, dove esiste, ha la semplice denominazione di marinaio.

## Storia
Alla costituzione della Regia Marina il grado era presente nella categoria marinai con la denominazione di marinaio di 3ª classe, nella categoria macchinisti e fuochisti con la denominazione di carbonaio e nella categoria guardiani con la denominazione di marinaro guardiano di 3ª classe.
Nel 1868 il grado è rimasto insieme al grado di mozzo nella categoria marinai con la denominazione di marinaio di 3ª classe.
Nel 1873 i gradi di marinaio di 3ª classe e mozzo vennero aboliti, per essere ripristinati nel 1878 solamente nella categoria marinai.
Nel 1888 è riapparsa 4ª classe per la categoria marinari, presente nella Real Marina del Regno di Sardegna e abolita dopo l'Unità d'Italia, con il mozzo che assunse la denominazione di marinaio 4ª classe. Nel 1890 venne abolito il grado di marinaio 4ª classe e per il grado di marinaio di 3ª classe è tornata la denominazione di mozzo, con i comuni che vennero suddivisi in 1ª classe, allievi (2ª classe) ed infine mozzi, garzoni (nella categoria degli operai) ed allievi macchinisti (3ª classe). Infine, nel 1897 i comuni vennero distinti in comuni scelti (1ª classe), allievi e classe di base (2ª classe) ed in ultimo mozzi, mozzi specialisti ed allievi macchinisti. Nel 1903 venne abolito anche il grado di allievo macchinista e infine per tutte le categorie nel 1908 il grado venne unificato in quello di comune di 3ª classe, conosciuti anche come mozzi specialisti con la specificazione della categoria. 
Il grado di comune di 3ª classe venne abolito nel periodo tra la prima e la seconda guerra mondiale e da allora il grado più basso della gerarchia della Regia Marina e poi della Marina Militare è comune di 2ª classe.

## Nel mondo

### Canada
Nella Royal Canadian Navy, il grado di marinaio di 3ª classe (inglese: sailor third class; francese: matelot de 3e classe, abbreviato Mat3) fino ad agosto 2020 era denominato ordinary seaman.
Il grado può essere ulteriormente qualificato dal suffisso "(B)" o "(R)", dove la "(R)" indica una recluta che segue il corso di formazione di base, suffisso che viene abbandonato dopo aver conseguito con successo il diploma presso il centro di addestramento per reclute. Il suffisso "(B)" viene aggiunto per il marinaio che effettua l'addestramento a bordo di una unità navale. Dopo aver terminato con successo l'addestramento a bordo, la "(B)" viene cancellata dalla qualifica del grado.
In realtà confrontando i gradi della Royal Canadian Navy con la scala gerarchica della Marina Militare Italiana i gradi di marinaio di 3ª classe, marinaio di 2ª classe e marinaio di 1ª classe nella Marina Militare Italiana i rispettivi gradi corrispondenti sono comune di 2ª classe, comune di 1ª classe e sottocapo.

### Paesi Bassi
Nella Regia Marina olandese il grado Il grado di Matroos der 3e klasse e il grado inferiore della gerarchia militare inferiore a Matroos der 2e klasse. Nella fanteria di marina il grado è Mariner der 3e klasse.

### Regno Unito
Nella Royal Navy a metà del XVIII secolo (1757 circa), un grado paragonabile marinaio di 3ª classe era quello di "terraiolo" (inglese: landsman; letteralmente "uomo di terra"), che si riferiva a un marinaio con meno di un anno di esperienza in mare ed era un grado militare assegnato alle reclute navali. Il termine "marinaio di terra" si è evoluto in una denominazione più formale di "marinaio", assegnato a coloro chiamati a svolgere lavori manuali non qualificati e paragonabili ai mozzi della Regia Marina Italiana.

### Stati Uniti
Negli Stati Uniti il grado seaman recruit (SR), conosciuto anche come marinaio di 3ª classe (inglese: seaman third class) è il più basso della US Navy, della US Coast Guard e del Corpo dei cadetti della US Navy, inferiore ad apprendista marinaio (inglese: seaman apprentice) paragonabile al comune di 3ª classe della Regia Marina Italiana.
La qualifica del seaman recruit varia in funzione della specialità alla quale è stato assegnato e allo stesso modo i colori delle strisce dell'uniforme dipendono dalla medesima.
Le specialità sono:
- Seaman recruit (SR) - marinaio destinato ai servizi generali
- Hospitalman recruit (HR) - ovvero "ospedaliere", marinaio destinato ai servizi ospedalieri
- Airman recruit (AR) - ovvero "aviere", marinaio destinato ai servizi di volo, generalmente elicotteristi
- Fireman recruit (FR) - ovvero "pompiere", marinaio destinato ai servizi antincendio di bordo
- Constructionman recruit (CR) - ovvero "costruttore", marinaio dei Seabees, i genieri militari della United States Navy

Il seaman recruit oltre al contrassegno della propria specialità non ha distintivi di grado.
Nel XIX secolo e all'inizio del XX secolo e precisamente dal 1838 al 1921 era detto landsman (cioè: "terraiolo") che era il grado più basso della Marina degli Stati Uniti e veniva dato alle nuove reclute con poca o nessuna esperienza in mare, chiamati a svolgere un lavoro umile e non qualificato a bordo delle navi. 
Il grado nel 1921 venne rinominato seaman third class e nel 1948 seaman recruit.
Esistono due livelli di retribuzione all'interno del grado Seaman recruit (SR) e dei gradi corrispondenti nelle altre forze della struttura militare degli Stati Uniti: uno per quelli con servizio inferiore a quattro mesi e un altro con una retribuzione più elevata per quelli in servizio da più di quattro mesi, anche se non hanno ancora conseguito la promozione ad apprendista marinaio.
Nell'ottobre 2005, il grado di odontotecnico è stato incluso negli "ospedaliere" eliminando il titolo di dentista recluta. Le reclute che avevano ricoperto il grado di dentista recluta durante la transizione sono diventati reclute ospedaliere.
I marinai che soddisfano i requisiti per l'assegnazione a pieno titolo di un servizio, approvato dal Bureau of Naval Personnel, vengono designati nelle comunicazioni formali con il loro pieno titolo (ad esempio, "recluta pompiere assistente macchinista", in sostituzione del semplice "recluta pompiere"), anche se la designazione "assistente macchinista" viene spesso omesso nella comunicazione informale. Coloro che non sono stati ufficialmente assegnati a un servizio sono ufficialmente indicati come "non designati" o "non titolati".